# 1994年7月逝世人物列表
1994年逝世人物列表：1月 - 2月 - 3月 - 4月 - 5月 - 6月 - 7月 - 8月 - 9月 - 10月 - 11月 - 12月
1994年7月逝世人物列表，是用於匯總1994年7月期間逝世人物的列表。

## 依日期排序

### 1日
- 馬庫斯·巴特，78歲，瑞士神學學者。[1]
- 喬治·坎農，62歲，加拿大職業摔跤手和摔跤經理[2]
- 海倫娜·格羅索夫娜，89歲，波蘭女演員和舞蹈家。
- 阿西夫·馬哈拉莫夫，41歲，亞塞拜然中校，肺結核。

### 2日
- 盧西奧·阿梅里奧，62歲，義大利藝術品轉銷商、策展人和演員。
- 羅伯托·巴拉多，25歲，古巴業餘拳擊手，奧運冠軍[3]
- 埃斯科巴，27歲，哥倫比亞足球運動員，兇殺案。
- 貌貌，69歲，緬甸總統，作家[4]
- 拉爾夫·林茨勒，59歲，美國曼陀林演奏家、民謠歌手和音樂節召集人。[5]
- 瑪麗安·威廉斯，66歲，美國福音歌手。[6]

### 3日
- 塞爾瑪·華生·喬治，90歲，美國歌劇歌手和慈善家。[7]
- 卢·霍德，59歲，澳大利亞網球運動員[8]
- 菲利克斯·凱利，80歲，紐西蘭-英國平面設計師、畫家、舞台設計師和插畫家。[9]
- 約翰·阿洛伊修斯·馬歇爾，66歲，美國天主教會主教。
- 皮蒂·薩倫，87歲，美國拳擊手。
- 赫克托·澤維爾，73歲，墨西哥素描藝術家。

### 4日
- 阿爾米羅·貝加莫，81歲，義大利賽艇運動員和奧運選手。[10]
- 史蒂凡·多哈諾斯，87歲，美國藝術家和插畫家[11]
- 阿爾弗雷德·哈威，80歲，美國漫畫出版商和漫畫人物創作者
- 喬伊·馬雷拉，31歲，美國職業摔跤裁判，交通碰撞。
- 傑拉德·C·史密斯，80歲，美國律師和辯護專家。[12]
- 赫達·津納，90歲，德國女演員、喜劇演員、記者和電台導演。

### 5日
- 瓦科姆·穆罕默德·巴希爾，86歲，印度獨立活動家和作家。
- 查爾斯·康福特，93歲，蘇格蘭裔加拿大畫家、雕塑家和作家。[13]
- 朱道日，72歲，朝鮮軍官，政治家，金日成的貼身衛隊。
- 瑪瑪達利·侯賽諾夫，72歲，亞塞拜然/蘇聯考古學家。
- 倫納特·克林斯特倫，78歲，瑞典短距離皮划艇運動員和奧運選手。[14]
- 陶菲克·齊亞德，65歲，巴勒斯坦以色列政治家，交通事故。

### 6日
- 阿方索·卡薩森佩爾，84歲，智利游泳運動員和奧運選手。[15]
- 傑夫·麥昆，46歲，英國電視編劇，動脈瘤。
- 卡梅隆·米切爾，75歲，美國演員[16]
- 巴魯克·奧斯尼亞，88歲，以色列政治家。
- 吉姆·斯托特，74歲，英國橄欖球運動員。

### 7日
- 阿斯皮·阿達賈尼亞（Aspy Adajania），52歲，印度軍官和拳擊管理員。[17]
- 亞倫·安東諾夫斯基，70歲，以色列裔美國社會學家和學者。
- 卡羅·基帝，69歲，義大利賽車和發動機設計師。[18]
- 安妮塔·加文，88歲，美國舞臺演員和電影演員。[19]
- 弗裡德里希·奧古斯特·弗萊赫爾·馮·德·海德特，87歲，二戰期間的德國傘兵軍官和學者。
- 安娜·科斯特羅娃，84歲，蘇聯/俄羅斯畫家、平面藝術家和書籍插畫家。[20]
- 約翰·沙德，71歲，美國外交官和大使。[21]
- 嘉·木·舍里夫，79歲，印度作家和詩人。

### 8日
- 克利斯蒂安-雅克，89歲，法國電影製片人[22]
- 羅伯特·B·豪瑟，75歲，美國電影攝影師。[23]
- 金日成，82歲，时任朝鲜最高領導人，心臟病發作。[24]
- 羅伯特·埃德溫·李，75歲，美國劇作家和作詞家。[25]
- 拉爾斯-艾瑞克·林布拉德，67歲，瑞典裔美國企業家和探險家。
- 何塞·加西亞·納雷佐，71歲，墨西哥畫家。
- 迪克·薩金特，64歲，美國演員[26]

### 9日
- 恩里科·艾羅爾迪（Enrico Airoldi），70歲，義大利雪橇運動員。[27]
- 特雷弗·金，41歲，英國阿爾斯特忠誠者和UVF成員。
- 薩比·劉易斯，79歲，美國爵士鋼琴家、樂隊領隊和編曲家。[28]
- 比爾·莫森科，72歲，烏克蘭裔加拿大冰球運動員。[29]
- 保羅·M·納格迪，70歲，伊朗裔美國工程師[30]
- 蘇倫德拉納特·班納吉，68歲，印度政治家和旁遮普省省長。
- W·L·華倫，64歲，英國歷史學家和中世紀學者。[31]

### 10日
- 莉莉亞·岡薩雷斯，59歲，巴西政治家、人類學家和人權活動家。
- 安德烈·约瑟夫·纪尧姆·亨利·科斯特曼，88歲，印尼植物學家。[32]
- 羅伯特·梅林，91歲，烏克蘭裔美國作曲家、作詞家和音樂出版商。
- 厄爾·斯特羅姆，66歲，美國國家籃球協會裁判[33]

### 11日
- 萊克斯·亨弗里斯，57歲，美國爵士鼓手。[34]
- 蓋瑞·基爾多，52歲，美國計算機科學家和微型計算機企業家[35]
- 拉瑪·拉格巴·拉內，76歲，印度陸軍軍官。
- 雪農・蜜雪兒・威斯利，23歲，美國色情電影女演員，自殺。

### 12日
- 阿卜杜勒·賈米爾·阿卜杜勒·賴斯（Abdul Jamil Abdul Rais），82歲，馬來西亞公務員。
- James H. Aitchison，85-86歲，加拿大學者和政治家。
- 聖帕納吉，69歲，希臘東正教僧侶，癌症。
- 詹姆斯·喬爾，76歲，英國歷史學家。[36]
- 伊雷娜·克茲維卡，95歲，波蘭女權主義者、作家和女權活動家。[37]
- 大衛·馬爾科姆·劉易斯，66歲，英國歷史學家。[38]
- 沃爾伯格，83歲，法國作曲家和指揮家。

### 13日
- 楊榮環
- 埃迪·博伊德，79歲，美國藍調鋼琴家，歌手和詞曲作者。[39]
- 阿妮塔·贝尔维特，75歲，德國體操運動員。[40]
- 格里·柯特爾，68歲，加拿大冰球運動員。[41]
- 約翰·克萊默，59歲，丹麥足球運動員。[42]
- 約奧扎斯·米爾蒂尼斯，86歲，立陶宛演員和戲劇導演。
- 吉米·瑞斯，92歲，美國職業棒球大聯盟球員。[43]
- 莫瑞·蒂勒爾，80歲，澳大利亞公務員。
- 瑪麗克·沃斯-隆德，71歲，瑞典服裝設計師。[44]
- 奧林·威爾遜，85歲，美國天文學家。[45]

### 14日
- 楊日然
- 张鸣岐，49岁，中共锦州市委书记，在大凌河洪水中溺亡。
- 羅伯特·榮克，81歲，奧地利作家、記者、歷史學家和和平主義者。[46]
- 埃裡克·林登，84歲，美國演員。[47]
- 阿爾貝托·萊昂內洛，64歲，義大利電影演員、歌手和主持人[48]
- 珍妮·比魯瑪·奧斯汀，96歲，荷蘭雕刻師、視覺藝術家和書籍設計師。[49]
- 塞薩爾·托瓦爾，54歲，委內瑞拉棒球運動員[50]

### 15日
- 派翠西奧·卡瓦哈爾，77歲，智利海軍上將，軍事獨裁成員[51]
- 哈拉爾德·莫蘭德，84歲，瑞典電影製片人。
- 莫娜·里科，87歲，墨西哥裔美國女演員。
- 威廉·沃爾特斯，86歲，南非運動員和奧運選手。[52]

### 16日
- 瑪茲·羅琳·庫克克，91歲，荷蘭曲棍球和網球運動員。[53]
- 羅伯特·梅德，65歲，法國橄欖球聯盟和橄欖球聯盟足球運動員。[54]
- 威廉·雷維利，92歲，美國指揮家。[55]
- 朱利安·施溫格，76歲，美國理論物理學家，諾貝爾獎獲得者[56]

### 17日
- 秀峰無等
- 蘇丹·達迪爾·阿里夏巴納，86歲，印尼小說家和詩人。
- 克雷希米爾·阿拉波維奇，69歲，克羅埃西亞足球運動員和經理。
- 让·博罗特拉，95歲，法國網球冠軍。[57]
- 哈里·哈里斯，74歲，英裔美國生物化學家和遺傳學家。[58]
- 霍利·戈林奇，99歲，澳大利亞足球運動員。
- 比利·希倫布蘭德，72歲，美國橄欖球運動員。[59]
- 亨利·邁爾，76歲，美國政治家[60]
- 傑里·梅斯，54歲，美國橄欖球運動員，黑色素瘤。
- 恩里克·聖佩德羅，66歲，古巴裔美國羅馬天主教主教和傳教士。
- 鹽田剛三，78歲，日本合氣道大師。

### 18日
- 普雷德拉格·戈盧博維奇，59歲，塞爾維亞電影導演和編劇。
- 梅爾·哈普斯，75歲，美國橄欖球運動員。[61]
- 萊奧納斯·彼得勞斯卡斯，75歲，立陶宛籃球運動員。
- 延斯·舍爾，59歲，德國物理學家和反核活動家。
- 米凱萊·扎扎，49歲，卡莫拉犯罪組織的義大利成員[62]

### 19日
- 艾莉絲·狄龍，74歲，愛爾蘭作家。[63]
- 費庫斯尼，82歲，摩拉維亞裔美國古典鋼琴家。[64]
- 雷·弗拉赫蒂，90歲，美國NBA足球運動員和教練。[65]
- 恩斯特·穆勒-赫爾曼，78歲，德國政治家。
- 安迪·彭曼，51歲，蘇格蘭足球運動員。
- 戈特弗里德·萊因哈特，81歲，奧地利裔美國電影導演和製片人[66]
- W·L·華倫，64歲，英國歷史學家和中世紀學者。[67]
- 韓敘，70歲，中國外交官。[68]

### 20日
- 保羅·德爾沃，96歲，比利時畫家。[69]
- 派翠克·J·希林斯，71歲，美國政治家。[70]
- 蘇珊娜·朱約爾，74歲，法國歌劇女高音。[71]
- 萊拉·沙扎達，68歲，巴基斯坦抽象畫家
- 崔榮根，71歲，韓國足球運動員。

### 21日
- 皮爾·卡爾德斯，80歲，西班牙作家和漫畫家。[72]
- 多蘿西·柯林斯，67歲，加拿大裔美國歌手、演員和唱片藝術家[73]
- 約翰·歐內斯特，72歲，美國抽象藝術家。
- 克拉麗莎·凱，63歲，澳大利亞女演員[74]
- 查理斯·林奇，74歲，加拿大記者和作家。[75]
- 雅克·杜馬斯，85歲，法國漫畫作家、藝術家和編輯。
- 亨利·穆耶法里纳，83歲，法國自行車運動員。[76]
- 休·斯科特，93歲，美國律師和政治家[77]

### 22日
- 方永蒸
- 科林·科爾，78歲，英國板球運動員。[78]
- 傑克·哈羅德，74歲，美國歌劇歌手。
- 吉姆·希利，70歲，美國體育評論員[79]
- 亞歷山大·霍格，96歲，美國藝術家。[80]
- 許平和，67—68歲，印度尼西亞小說家。[81]

### 23日
- 伊娃·培根，85歲，奧地利-澳大利亞活動家和女權主義者。
- 馬里奧·佈雷加，71歲，義大利演員，心臟病發作。
- 翁貝托·塞拉蒂，83歲，義大利長跑運動員和奧運選手。[82]
- 漢斯·J·索爾特，98歲，奧地利裔美國電影作曲家[83]
- 伦诺克斯·塞贝，67歲，Ciskei總裁。
- 約翰·馬婁·湯普森，79歲，英國皇家空軍軍官，二戰期間的飛行王牌。

### 24日
- 萊奧·布朗傑斯瑪，87歲，荷蘭動物學家、爬蟲學家和作家[84]
- 海倫·科德羅，79歲，美國陶藝家。
- 橋本宇太郎，87歲，日本9段圍棋選手。
- 羅伯特·旺吉拉，26歲，肯亞拳擊手和奧運冠軍[85]

### 25日
- 沃爾特·巴克斯特，79歲，英國小說家。[86]
- 傑拉德·艾德斯·本特利，92歲，美國學術和文學家。[87]
- 傑克·克萊莫，78歲，英國詩人和作家。[88]
- 大衛·雷根，55歲，英國學者[89]
- 威廉·E·夏維爾，88歲，美國古生物學家。[90]

### 26日
- 詹姆斯·路德·亞當斯，92歲，美國神學家。[91]
- 羅蘭·格拉杜，83歲，加拿大棒球三壘手。[92]
- 克里斯蒂·亨里奇，22歲，美國藝術體操運動員[93]
- W.多爾萊格，89歲，美國景觀設計師同性戀權利活動家。[94]
- 湯妮亞·瑪凱塔基，51歲，希臘電影導演和編劇。
- 恩斯特·施羅德，79歲，德國演員[95]
- 特裡·斯科特，67歲，英國演員和喜劇演員，癌症。
- 吉行淳之介，70歲，日本小說家、短篇小說家[96]

### 27日
- 陳震雷，台灣演員。因肝癌去世。
- 凱文·卡特，33歲，南非攝影記者，普利策獎得主[97]
- 羅莎·查塞爾，96歲，西班牙作家。[98]
- 歐文福爾瓦辛尼，80歲，美國鎚子投擲者和舉重者。
- 愛德華·科爾馬諾夫斯基，71歲，蘇聯/俄羅斯作曲家。
- 豪伊·利文斯頓，72歲，美國橄欖球運動員。[99]
- 泰索林，71歲，奈及利亞教育家和作家。[100]

### 28日
- 伯納德·德爾方特，84歲，俄裔英國戲劇總監。[101]
- 亞瑟·霍爾特，83歲，英國板球運動員。
- 阿爾弗雷德·菲力浦斯，86歲，加拿大跳水運動員和奧運選手。[102]
- 埃爾溫·林格爾，73歲，奧地利精神病學家和神經學家。[103]
- 科林·特恩布爾，69歲，英裔美國人類學家[104]
- 穆納瓦爾·烏茲·查曼，44歲，巴基斯坦曲棍球運動員

### 29日
- 格裡戈爾·阿巴希澤，79歲，喬治亞詩人。[105]
- 約翰·布里頓，69歲，美國醫生，兇殺案。
- 多萝西·霍奇金，84歲，英國化學家，諾貝爾獎獲得者[106]
- 穆蘇姆，53歲，巴西演員和音樂家，心血管疾病。
- 保羅·弗朗西斯·坦納，89歲，美國羅馬天主教主教。

### 30日
- 伊普切·艾哈邁多夫斯基，28歲，塞爾維亞和馬其頓民謠歌手，交通事故。[107]
- 約翰·巴納巴斯，64歲，印度進化生物學家。
- 賈尼斯·卡特，80歲，美國女演員[108]
- 萊昂內爾·德拉尼亞加拉，53歲，斯裡蘭卡演員。
- 康斯坦丁·卡爾塞爾，73歲，德裔美國電影製片人和廣告主管。[109]
- 德里克·雷蒙德，63歲，英國犯罪作家。[110]
- 理察·里德，37歲，波蘭歌手和詞曲作者。
- 西奧·范·希爾廷加，80歲，荷蘭棋手。

### 31日
- 喬·布拉蒂，33歲，北愛爾蘭忠誠的准軍事人員，被愛爾蘭共和軍槍殺。[111]
- 雷蒙德·埃爾德，32歲，北愛爾蘭忠誠的准軍事人員，被愛爾蘭共和軍槍殺。[111]
- 卡洛斯·A·桑托斯-維奧拉，82歲，菲律賓建築師。
- 安妮·謝爾頓，70歲，英國歌手，心臟病發作。
- 凱特琳·湯瑪斯，80歲，英國作家，迪倫·湯瑪斯的妻子。[112]